# کریستوفر ای. سیمز
کریستوفر ای. سیمز (انگلیسی: Christopher A. Sims؛ زاده ۲۱ اکتبر ۱۹۴۲) یک اقتصاددان اهل ایالات متحده آمریکا است.